# Messaad
Messaad, dénommée Castellum Dimmidi à l'époque romaine, est une ville d'Algérie située dans la wilaya de Djelfa.

## Géographie

### Relief, géologie, hydrographie
Au sud on trouve le djebel Sba El Hadid qui culmine à plus de 1 000 mètres. La commune est traversée par l'oued Messaad, au sud coule l'oued Defila et au nord-est l'oued Tamdit.

### Transports
|         | Moudjebara |         |
| Deldoul | Messaad    | Selmana |
| Deldoul | Sed Rahel  | Selmana |

La RN1B permet de relier Messaad à la RN1 entre Djelfa et Laghouat, alors que la RN89 qui y prend fin permet de rejoindre au nord Boussaada.

### Lieux-dits, quartiers et hameaux
La ville est composée de Messaad, Demmed qui s'étire à l'est au sud de la palmeraie, du village d'El Hania et du nouveau quartier El Qods sur le versant nord de l'oued Messaad.

## Histoire

### Antiquité
Ce site fut une place forte avancée dans l'Afrique romaine, connue sous le nom de Castellum Dimmidi, occupé de 198 à 238 ap. J.-C environ par une garnison romaine.

### Guerre d'Algérie
Dans la région de Djbel Bouk'hil, s'est déroulée les 17 et 18 septembre 1961, la bataille de Djbel Bouk'hil.

## Démographie
| 1987   | 1998   | 2002   | 2008    |
| ------ | ------ | ------ | ------- |
| 50 230 | 77 754 | 90 612 | 102 453 |

## Administration
| Période                                  | Période | Identité        | Étiquette | Qualité |
| ---------------------------------------- | ------- | --------------- | --------- | ------- |
| 2012                                     | 2017    | Mohammed Dehman |           | P/APC   |
| Les données manquantes sont à compléter. |         |                 |           |         |

## Économie

### Artisanat
Le burnous marron à poils de dromadaire, dit aussi louabri (une appellation tirant sa racine du mot loubar qui signifie « laine » de chameau en arabe), léger et d'une extrême finesse, est une spécialité exclusive de l'oasis de Messaad, située au sud-est de Djelfa. Il est généralement prisé dans tout l'Atlas saharien, particulièrement dans les monts des Ouled Naïl et des Amours, considérés comme des ateliers séculaires de tissage et de confection de ce classique par des femmes au foyer. Il s'agit d'un manteau d'homme avec capuche tissé à la main à partir de la laine brune de dromadaire, une fibre épaisse, douce et frisée obtenue une fois par saison après la tonte. Sa production sur un métier à tisser traditionnel obéit à un processus complexe comportant une chaîne d'opérations longues et fastidieuses : l'extraction des impuretés, le lavage, le séchage, le démêlage et l'amollissement de la laine afin d'aboutir à une filature propre et prête pour le tissage, selon une armature à plusieurs modes d'entrecroisement de fils. Toutes ces opérations, exténuantes pour les femmes ouvrières, nécessitent une dextérité et une mémorisation des gestes. Symbole du pouvoir, il a acquis ses lettres de noblesse dans les sphères de l'État et de la haute société algérienne.